# Hawassa University
Hawassa University är ett universitet i Etiopien. Det ligger i den centrala delen av landet, 220 km söder om huvudstaden Addis Abeba. Hawassa University ligger 1 722 meter över havet.